# Dean Thomas (Fußballspieler)
Dean Thomas (* 19. Dezember 1961 in Bedworth) ist ein ehemaliger walisischer Fußballspieler. Der Mittelfeldspieler und Stürmer bestritt einen Teil seiner Karriere in Deutschland.

## Karriere
Thomas begann seine fußballerische Laufbahn beim Nuneaton Borough FC, einem Verein der Southern League. In der Saison 1979/80 etablierte er sich als Stammspieler der Mannschaft. Im Jahr 1981 wechselte er für eine Ablösesumme von 10.000 Pfund zum FC Wimbledon, wo er seine Profikarriere begann. Während seiner Zeit in Wimbledon wurde Thomas zweimal nach Finnland an den Klub Tampereen Ilves verliehen. Dort absolvierte er insgesamt 35 Spiele und gewann in seiner zweiten Saison die finnische Meisterschaft.
1984 wechselte Thomas nach Deutschland und schloss sich Alemannia Aachen in der 2. Bundesliga an. Anfangs wurde er überwiegend als Einwechselspieler eingesetzt, entwickelte sich jedoch bald zu einer festen Größe in der von Trainer Werner Fuchs betreuten Mannschaft, zu der auch Spieler wie Bernhard Olck, Andreas Brandts und Gernot Ruof gehörten. Bis September 1985 absolvierte er zahlreiche Einsätze für die Aachener am heimischen Tivoli und zog das Interesse höherklassiger Vereine auf sich.
Im Herbst 1985 verpflichtete ihn Fortuna Düsseldorf für eine Ablösesumme von 480.000 DM. Am 13. September desselben Jahres debütierte Thomas in der Bundesliga bei einer 1:4-Heimniederlage gegen Werder Bremen. In seiner ersten Saison kam er hauptsächlich als Einwechselspieler zum Einsatz, bevor er sich in der folgenden Spielzeit einen Stammplatz erarbeitete. Mit Düsseldorf stieg er jedoch aus der Bundesliga ab. In der Zweitligasaison 1987/88 war er unter Trainer Aleksandar Ristić ein zentraler Bestandteil der Mannschaft und absolvierte 33 Ligaspiele. Nachdem der Verein den direkten Wiederaufstieg als Tabellenfünfter verpasst hatte, verließ Thomas Düsseldorf am Saisonende.
Er kehrte nach England zurück und schloss sich Northampton Town in der Third Division an. Nach einer Saison wechselte er im März 1989 für eine Ablösesumme von 175.000 Pfund zum Ligarivalen Notts County. Mit dem Klub stieg er 1990 in die Second Division und 1991 in die First Division auf. Nach einer Spielzeit in der höchsten englischen Spielklasse stieg die Mannschaft jedoch wieder ab und verpasste damit die Qualifikation für die neu gegründete Premier League.
1994 verließ Thomas den Klub in Richtung Bedworth United, wo er als Spielertrainer arbeitete. Ab 1997 war er in gleicher Position für Hinckley United tätig. 2005 beendete er seine aktive Laufbahn und ist seither ausschließlich als Trainer tätig.

## Erfolge
Tampereen Ilves
- Finnischer Meister: 1983

Wimbledon FC
- Aufstieg in Second Division: 1984

Notts County
- Aufstieg in Second Division: 1990
- Aufstieg in First Division: 1991